# Taleesa
Taleesa, pseudonimo di Emanuela Gubinelli (Matelica, 19 novembre 1960), è una cantante italiana nota in passato con altri pseudonimi: Marina Lai (3 singoli, fino al 1984); Ross  (1 singolo); Angie Starr (2 singoli, 1991-1992); Donna Luna (3 singoli, dal 1990 al 1992); Emanuella (1 singolo, 1992); Karin Rex (1 singolo, 1991); Mandy Gordon (1 singolo, 1991); Paula March (1 singolo, 1992);  Talysha (1 singolo, 1991), Aladino (3 singoli, 1993).

## Biografia
Come Marina Lai, nel 1977, vince il Festival di Castrocaro. A tale vittoria seguiranno numerose partecipazioni a trasmissioni radiofoniche e televisive accompagnate dall'uscita di vari 45 giri di successo. Ha "prestato" la voce nei jingles pubblicitari televisivi come quello di Postal Market. Nel 1982 è al Festival di Sanremo ove interpreterà il brano Centomila amori miei. La canzone, pur non raggiungendo la finale, avrà un buon successo a livello di vendite.
Dalla seconda metà degli anni ottanta accantona il pop italiano e si dedica alla dance e allo techno-dance. Nei primi anni è una semplice turnista che presta la propria voce a diversi progetti dance, tra i quali Morena, per cui incide 7 singoli, Ann Sinclare e Linda Ross.
Nel 1990 collabora alla scrittura dei brani I say yeah e Keep on jammin di Stefano Secchi. Nel 1991 scrive per Den Harrow Ocean e Heart on the line dei Novecento.
Negli stessi anni, partecipa come corista negli album di Cristiano De André (1987 e 2001), Franco Fasano  (Un cielo che non sai), Jo Squillo (Movimenti), Patrizia Bulgari (Il bar degli arrivisti) e Papa Winnie (One Blood One Love). Nel 1987 presta la voce nei cori di Day by Day di Den Harrow.
Nel 1992 diventa Taleesa e viene scelta dai CO.RO. come voce del brano Because the Night. Il singolo ha venduto oltre 660 000 copie in tutto il mondo, scalando diverse classifiche. Sempre con i CO.RO. incide altri due singoli: 4 Your Love e There's Something Going On. Nel 1993 viene scelta dal Dj Stefano Secchi per il brano A Brighter Day, cover della canzone Una storia importante di Eros Ramazzotti. Con Stefano Secchi collabora anche in We are easy to love.
Nel estate del 1993 inizia una collaborazione con Aladino per il singolo Make It Right Now. Sempre con Aladino partecipa ai brani Brothers in the Space, pubblicato nell'autunno/inverno 1993-1994 e considerato uno dei brani più importanti degli anni novanta, e in Call My Name.
Nell'autunno 1994, Taleesa inizia la carriera da solista ed esce il singolo I Found Luv. Nel dicembre dello stesso anno partecipa alla realizzazione del brano natalizio di Radio Deejay Radio Deejay 4 Christmas - Song for You.
Nella primavera 1995 pubblica Let Me Be, che ancora oggi è considerato uno tra i suoi pezzi più famosi, e Burning Up, uscito nell' estate 1995. Del 1996 è invece Falling In Love, ultimo singolo ad essere rilasciato in Italia. Da lì in poi inciderà solo per il mercato estero più che altro per il Brasile. 
Nell'estate del 1997 pubblica I Wanna Give e Jambalaya, che però hanno minor successo rispetto ai precedenti.
Nel 1997 scrive e produce Wanna be like a man di Simone Jay e i successivi singoli Midnight, Luv thing e Paradise.
Da questo momento Taleesa non incide più nulla in Italia. Nel 1998 pubblica quattro singoli destinati al mercato europeo You and me , Kisses, kisses, bye bye , Internet love e Beach Boy.
Nel 2000, inizia una collaborazione insieme ai De La Cruz, con i quali incide 5 brani Listen To My Heart (2000), My Love Is A Dj, There's No Right (2002), e In My Mind (2003) e Where you belong. Questi brani segnano un cambiamento di sonorità e sono orientati alla trance.
Nel 2001 produce Mark Lopez per il quale scrive Guitar successo estivo che partecipa al Festivalbar di quell'anno.
Nel 2003 registra l'ultimo singolo come Taleesa, dal titolo Over You. Nello stesso anno, incide per Dj Stefy il brano The Promise You Made.
Nel 2007 incide Children alone, un brano pop romantico che si discosta dal suo genere. Il ricavato va ad un'associazione di adozioni a distanza.
Nel 2009 collabora con i Muthagroove in My Body And Soul e con Javi Crescente in In My Mind.

## Discografia

### Discografia solista

#### Singoli
- 1979 - Io vivo/Mi manchi un po' (come Marina Lai)
- 1982 - Centomila amori miei/Mi piaci di più (come Marina Lai)
- 1984 - Vola/Romantico animale (come Marina Lai)
- 1985 - Dancing in paris (come Angel)
- 1987 - I'm crazy for you (come Emanuela Gubinelli)
- 1987 - Love for free (come Emanuela Gubinelli)
- 1989 - Touch my heart (come Angel)
- 1990 - I will never try to change you (come Donna Luna)
- 1990 - Fire (come Powerband)
- 1991 - Come on come on (come Donna Luna)
- 1991 - Everibody my be wrong (come Citizen kane)
- 1991 - Baby i'm sorry (come giselle)
- 1991 - Leave me alone (come Licia)
- 1991 - let my try again (come Jackie Moore)
- 1991 - Hold me in your arms (come Karin Rex)
- 1991 - Hold me please (come Angie Starr)
- 1991 - Living for love (come Talysha)
- 1991 - Tokyo night (come Mandy Gordon)
- 1991 - Baby don't stop (come 8 a.m.)
- 1991 - Chica Boom (come Mio Tipo)
- 1991 - Baby i'm sorry (come Giselle)
- 1991 - When i'm with you (come Lilac)
- 1991 - Tokyo night (come Mandy Gordon)
- 1992 - Me and you (come Helen k)
- 1992 - Love me do (come Angie Sue)
- 1992 - i promise My Heart (come Ross)
- 1992 - Can do it forever (come Virgin)
- 1992 - Tell me I'm on the one (come Virgin)
- 1992 - Baila macho (come Paula Marsch)
- 1992 - If I can't have you (come Donna Luna)
- 1992 - Just in time (come Angie Starr)
- 1992 - Satisfied (come Emanuella)
- 1992 - Save your love (come Skin Deep)
- 1993 - You're so crazy (come Virgin)
- 1994 -  Promise (come No Name)
- 1994 -  Shy boy (come Dolly)
- 1995 -  Don't Drop me (come Ann Sinclare)
- 1995 -  Piece of my heart (come She's Ah Rebel)
- 1996 -  Love and Fire (come Ann Sinclare)
- 1996 -  Run 4 fun (come Dolly)
- 1996 -  Feelin Blue (come jilly)
- 1996 -  Sexy Lady (come Jilly)
- 1996 -  Light my fire (come Linda Ross)
- 1996 -  Suit case sally (come Sally Rendell)
- 1996 -  Heart of Stone (come Leslie Parrish)
- 1996 -  Sexy Shok (come Anika)
- 1996 -  Made in italy (come Gipsy & queen)
- 1997 -  Like ah rainbow (come Ann Sinclare)
- 1997 -  Eternity (come linda ross)
- 1997 -  Let the music take control (come Serena)
- 1998 -  Riding in the sky (come Linda Ross)
- 1998 -  In the name of passion (come Anika)
- 1998 -  Kiss kiss kiss me (come Vanessa)
- 1999 -  I wanna go (come Ann Sinclare)
- 2000 -  Hi go (come Vanessa)

### Come Taleesa
- 1994 - I found luv
- 1995 - Burning up
- 1995 - Let me be
- 1996 - Falling in Love
- 1996 - I wanna give
- 1996 - Jambalaya (on the Bayou)
- 1997 - Internet love
- 1998 - you and me
- 1998 - kisses kisses, bye bye
- 1998 - Beach boy
- 2003 - over you

#### Come Featuring Taleesa
- 1992 - CO.RO. featuring Taleesa Because the Night
- 1992 - Stefano Secchi featuring Taleesa We are easy to love
- 1993 -  Stefano Secchi featuring Taleesa A brighter day
- 1993 - CO.RO. There's something going on
- 1993 - CO.RO: 4 your love
- 1993 - Aladino. featuring Taleesa Make it right now
- 1993/94 - Aladino. featuring Taleesa Brothers In The Space
- 1994 - Aladino. featuring Taleesa Call My Name
- 1994 - CO.RO. the album
- 2000 - De La Cruz featuring Taleesa Listen to my heart
- 2000 - De La Cruz featuring Taleesa My love is a DJ*
- 2002 - De La Cruz featuring Taleesa there's no right*
- 2003 - De La Cruz featuring Taleesa in my mind
- 2005 - Dj Stefy featuring Taleesa The promise you made
- 2005 - De La Cruz featuring Taleesa where you belong
- 2009 - Javi Crecente featuring Taleesa in my mind
- 2009 - muthagroove featuring Taleesa My body and soul

#### Come Morena
- 1992 - Open your heart
- 1992 - Everyday
- 1993 - Stop me
- 1994 - Got to feel it
- 1996 - FAITH FULL
- 1996 - mUSIC TAKES MY BREATH AWAY
- 1997 - ready for love

### Discografia con Angel

#### Singoli
- 1985 - Dancing in Paris (que pasa)
- 1989 - Touch my heart

### Discografia con Bella & Blue

#### Singoli
- 1991 - Magic
- 1991 - Toy joy my boy
- 1992 - A reason to love